# Натали Бай
Наталѝ Марѝ Андрѐ Бай (на френски: Nathalie Marie Andrée Baye) e френска киноактриса. 

## Биография
Родена е на 6 юли 1948 г. в село Менвил (Mainneville), община Жизор, департамент Йор, регион Горна Нормандия, Франция.
В детството си Натали се занимава с танци. На 14 години напуска училището си и взима уроци по танци в Монако. Пристига в Ню Йорк на 17-годишна възраст с идеята да учи класически балет и модерни танци. Обикаля Съединените щати с танцуваща трупа, скоро се завръща в Париж и продължава с танците. Записва се в Академията и през 1972 г. завършва Националната консерватория по драматични изкуства (CNSAD) в Париж с акцент върху комедия, драма и театрално изкуство. След това се отдава на актьорската игра. Дебютира в киното през 1970 г. с ролята на Мартин във филма „На театър тази вечер“, но става известна с ролята на Жоел във филма на Франсоа Трюфо „Американска нощ“ (1973). От 1972 г. до 1982 г. е компаньонка на френския актьор Филип Леотар. От 1982 до 1986 г. е омъжена за френския певец и актьор Джони Холидей, от който има дъщеря Лора Сме (р. 1983 г.), също киноактриса. Сега неин партньор в живота е френският актьор Жан-Ив Бертло (р. 1957 г.). Натали Бай е член на журито на кинофестивала в Кан през 1996 г. Сред по-интересните ѝ филми след това са Порнографска връзка (1999) и Хвани ме, ако можеш (2002) . В последно време добива популярност с ролята на Ан Висаж във френския телевизионен сериал „В сянката на властта“, 2012 – 2014 г.

## Избрана филмография
| Година | Филм                          | Оригинално заглавие        | Роля                                       | Режисьор          |
| ------ | ----------------------------- | -------------------------- | ------------------------------------------ | ----------------- |
| 1973   | Американска нощ               | La Nuit américaine         | Жоел                                       | Франсоа Трюфо     |
| 1980   | Безпорядъчно бягство в живота | Sauve qui peut (la vie)    | Дениз Римбо                                | Жан-Люк Годар     |
| 1980   | Една седмица ваканция         | Une semaine de vacances    | Лорънс Кюърс                               | Бертран Таверние  |
| 1980   | Провинциалистката             | La provinciale             | Кристин                                    | Клод Горета       |
| 1981   | Чуждестранна афера            | Une étrange affaire        | Нина Колен                                 | Пиер Грание-Дефер |
| 1982   | Балансът                      | La Balance                 | Никол Дане                                 | Боб Суим          |
| 1982   | Завръщането на Мартин Гер     | Le Retour de Martin Guerre | Бертранд де Рол                            | Даниел Виние      |
| 1983   | Омъжих се за сянка            | J’ai épousé une ombre      | Елен – Патрисия                            | Робин Дейвис      |
| 1984   | Нашата история                | Notre histoire             | Донатиен Пуже/Мари-Тереза Чателар/Женевиев | Бертран Блие      |
| 1984   | Десен бряг, ляв бряг          | Rive droite, rive gauche   | Саша                                       | Филип Лабро       |
| 1990   | Човекът отвътре               | The Man Inside             | Кристин                                    | Боби Рот          |
| 1990   | Уикенд на двама               | Un week-end sur deux       | Камил Валмонт                              | Никол Гарсия      |
| 1999   | Порнографска връзка           | Une liaison pornographique | Тя                                         | Фредерик Фонтейн  |
| 1999   | Салон Венера                  | Vénus beauté (institut)    | Анжела                                     | Тони Маршал       |
| 2002   | Хвани ме, ако можеш           | Catch Me If You Can        | Паула Ебигнейл                             | Стивън Спилбърг   |
| 2002   | Цветето на злото              | La fleur du mal            | Ан Шарпен-Васер                            | Клод Шаброл       |
| 2003   | Чувствата                     | Les Sentiments             | Карол                                      | Ноеми Лвовски     |
| 2005   | Младшият лейтенант            | Le Petit Lieutenant        | Каролин Водие                              | Ксавие Бовуа      |
| 2006   | Не го казвай на никого        | Ne le dis à personne       | Майор Елизабет Фелдман                     | Гийом Кане        |
| 2006   | Моят син за мен               | Mon fils à moi             | Майката на Жулиен                          | Мартиял Фужерон   |
| 2008   | Френско жиголо                | A French Gigolo            | Джудит                                     | Жозиан Баласко    |
| 2010   | Заедно е прекалено            | Ensemble, c’est trop       | Мари-Франс                                 | Лея Фазер         |
| 2011   | Аз не забравям нищо           | Je n’ai rien oublié        | Елизабет                                   | Ромен Деланж      |
| 2011   | Пет пъти Натали Бай           | Cinq fois Nathalie Baye    |                                            |                   |
| 2012   | В сянката на властта          |                            |                                            |                   |

Пълната филмография е описана в .

## Награди
Натали Бай има 12 награди и 9 номинации, .

- Тя е четирикратна носителка на наградата „Сезар“:

- За най-добра второстепенна женска роля – през 1981 г. във филма „Безпорядъчно бягство в живота“ или „Всеки мъж за себе си“ и 1982 г. в „Чуждестранна афера“.

- За най-добра женска роля – през 1983 г. във филма „Балансът“ и 2006 г. в „Младшият лейтенант“.

Има и 5 номинации за наградата през 1981, 1984, 1991, 2000 и 2004 г.
- През 1999 г. получава наградата на Кинофестивала във Венеция за най-добра женска роля във филма „Порнографска връзка“. [5]
- На Международния филмов фестивал в Сиатъл – 2000 г. е наградена за най-добра женска роля отново за филма „Порнографска връзка“ [6] и за ролята на Анжела в комедията „Салон Венера“. Същата година за тази роля е номинирана за „Сезар“.
- През 2006 г. получава още 2 награди за най-добра женска роля във филма „Младшият лейтенант“ – „Кристален глобус“ и „Златна звезда“. Същата година е наградена за най-добра женска роля във филма „Моят син на мен“ на Международния филмов фестивал в Сан Себастиан.
- През 2009 г. е удостоена с Ордена на почетния легион.
- На Международния филмов фестивал в Монреал – 2010 г. получава Специалната Голяма награда на Америка за цялостен принос в киноизкуството.
- На 4 февруари 2012 г. на втората церемония за раздаване на наградите „Магрит“ в Белгия е наградена с „Почетен Магрит“. Същата година на Международния фестивал за аудио-визуални програми (FIPA) в Биариц[7] (Югозападна Франция) получава златна статуетка за ролята на Ан Висаж във френския телевизионен сериал „В сянката на властта 1“. [8]